# Безумие (фильм, 2005)
«Безумие» (англ. Asylum) — мелодраматический триллер шотландского режиссёра Дэвида Маккензи по роману британского писателя Патрика Макграта «Приют». Премьера картины состоялась 11 февраля 2005 года в рамках конкурсной программы Берлинского кинофестиваля. Фильм получил рейтинг R.

## Сюжет
Психиатр Макс Рафаэл получает место в клинике для душевнобольных и вместе с семьёй он переезжает на новое место. Его супруга Стелла влюбляется в Эдгара Старка — одного из пациентов лечебницы — талантливого скульптора, убившего из ревности свою жену. Бурные страстные отношения переходят в одержимость, любовники не могут жить друг без друга. Когда Эдгар сбегает из клиники, Стелла продолжает встречаться с ним и однажды уходит от мужа и сына к любовнику.
Через некоторое время беглянку обнаруживают и возвращают мужу, которому приходится переехать в Уэльс. Находясь вдали от Эдгара, Стелла старается не думать о своём любовнике, а посвятить себя воспитанию сына. Однако Старк находит её и приезжает в Уэльс, где его схватывают полицейские и возвращают в клинику. Поняв, что её вновь разлучили с возлюбленным, Стелла отстраняется от внешнего мира, что приводит к гибели её сына.
Макс отправляет жену в лечебницу, где содержится и Старк. Доктор Питер Клив, влюблённый в Стеллу, предлагает ей сожительство в обмен на прекращение лечения. Бывшая миссис Рафаэл соглашается, но после того, как её надежды увидеть Эдгара на балу разрушились, она совершает самоубийство.

## В ролях
| Актёр            | Роль              |
| ---------------- | ----------------- |
| Наташа Ричардсон | Стелла Рафаэл     |
| Мартон Чокаш     | Эдгар Старк       |
| Иэн МакКеллен    | доктор Питер Клив |
| Хью Бонневилль   | Макс Рафаэл       |
| Шон Харрис       | Ник               |
| Ванда Вентхам    | Брайди Страффен   |
| Джосс Экленд     | Джек Страффен     |

## Награды и номинации
- 2005 — 55-й Берлинский международный кинофестиваль[4]:
  - приз гильдии немецкого арт-хауса — Дэвид Маккензи
  - номинация на «Золотого медведя» — Дэвид Маккензи
- 2005 — Номинация на премию британского независимого кинематографа за лучшую женскую роль — Наташа Ричардсон[5]
- 2006 — Британская кинопремия газеты Evening Standard за лучшую женскую роль — Наташа Ричардсон[6]